# فرودگاه کلرادو اسپرینگز
فرودگاه کلرادو اسپرینگز (به انگلیسی: Colorado Springs East Airport) (به زبان بومی: Springs East Airport) یک فرودگاه همگانی بهره‌برداری هوایی است که یک باند فرود آسفالت دارد و طول باند آن ۱۳۷۲ متر است. این فرودگاه در شهر کلرادو اسپرینگز، کلرادو کشور ایالات متحده آمریکا قرار دارد و در ارتفاع ۱۸۷۳ متری از سطح دریا واقع شده‌است.